# Pascal Cygan
Pascal Cygan, född 29 april 1974, är en fransk före detta fotbollsspelare. Tidigare spelade han för Arsenal FC i många år som en ordinarie mittback med Sol Campbell. Framåt slutet av Arsenal- tiden sågs han som en kultfigur, dock snarare för hans många brister än goda spel. Fick ironiskt nog smeknamnet "Zinedine" Cygan av fansen och ramsan "He's bald, he's shit, he plays when noones fit går fortfarande varm bland Arsenalfans. Sommaren 2006 bar det iväg till Villareal tillsammans med den förra lagkamraten från Arsenal, Robert Pires.
Senare lämnade han Villareal för den spanska klubben FC Cartagena som spelar i spanska andradivisionen. 